# Merengue house
El Merengue house (llamado en algunos lugares Merengue electrónico, Merengue hip-hop o mambo electrónico), es un género creado por dominicanos afincados en Nueva York, Estados Unidos, que mezcla el merengue moderno dominicano con el House estadounidense y que se canta con vocal de rap, al estilo merengue. También se caracterizaron por usar partes de temas dance o House como, por ejemplo, en la canción de Sandy & Papo "Es hora de bailar" con el estribillo de "Push the feeling on" (de Nightcrawlers) o en la canción "Tiburón" usando el de la canción del género disco "Got to Be Real" (de Cheryl Lynn).
Aun cuando no fue su ritmo, la primera muestra de Merengue Hip-Hop la realizó Wilfrido Vargas con "El Jardinero" (1984). Posteriormente, el grupo pionero exclusivo en este subgénero fue Proyecto Uno, fundado por Nelson Zapata; seguido posteriormente de Zona 7, Los Ilegales y Sandy & Papo, los dos últimos lo llevaron a la cima de la popularidad en Latinoamérica. Después de su apogeo en los años 90´s, se actualizó con la fusión de más ritmos, tal como lo hiciera la agrupación Fulanito, que le agregó el acordeón utilizado en el Merengue Típico o Perico Ripiao. Los cantantes de este estilo musical son principalmente dominicanos afincados en Nueva York. 
Un país que recientemente está haciendo merengue Hause, Mambo de calle o mambo, es Chile; en ese país han acogido este ritmos con un estilo como lo ha hecho el cantante Omega El Fuerte.
Entre los cantantes y agrupaciones más representativos figuran:
- Omega El Fuerte
- Fuego
- El Cata
- Elvis Crespo
- Papi Sánchez
- Maffio
- El Cartel
- Los Ilegales (suelen interpretar también merengues puros)
- Fulanito (Los suele fusionar con acordeones, la esencia original del merengue)
- Proyecto Uno (El más representativo de la época)
- Jaime Yamaguchi
- Sancocho
- Sandy & Papo MC (El grupo más impactante de la época antes de la muerte de Papo en 1999)
- Unión Letal
- Zona 7 de Venezuela
- El Capitán Ortiz
- F3B "El Triunvirato"
- Aguakate - Ahora: Shino Aguakate
- El General
- Doble Filo
- Amarfis y la banda de Attake
- Julian Oro Duro
- Flex & La Rumba
- Hijos de la Calle de Venezuela
- Calle Ciega, grupo venezolano
- Moreno Negron
- Fransheska
- Lisa M
- Vico C
- Grupo Contacto de Guatemala
- Rubén DJ
- Jonly P
- Banda La Bocana de Colombia (solían hacer música tropical caribeña)
- La Cuadra (con su tema más conocido "El Pilón")
- Deorro
- Chino y Nacho de Venezuela

- Datos: Q3855113